# 卢瓦尔河畔圣热姆
盧瓦爾河畔圣热姆（法語：Sainte-Gemmes-sur-Loire，法語發音：[sɛ̃t ʒɛm syʁ lwaʁ] ⓘ）是法国曼恩-卢瓦尔省的一个市镇，位于该省中部，属于昂热区。

## 地理
卢瓦尔河畔圣热姆（47°25'32"N, 0°33'27"W）面积14.83 平方千米，位于法国卢瓦尔河地区大区曼恩-卢瓦尔省，该省份为法国西部内陆省份，北起顺时针与马耶讷省、萨尔特省、安德尔-卢瓦尔省、维埃纳省、德塞夫勒省、旺代省、大西洋卢瓦尔省和伊勒-维莱讷省接壤。
与卢瓦尔河畔圣热姆接壤的市镇（或旧市镇、城区）包括：昂热、布什曼恩、德内、米尔-埃里涅、莱蓬德塞、圣让德拉克鲁瓦。

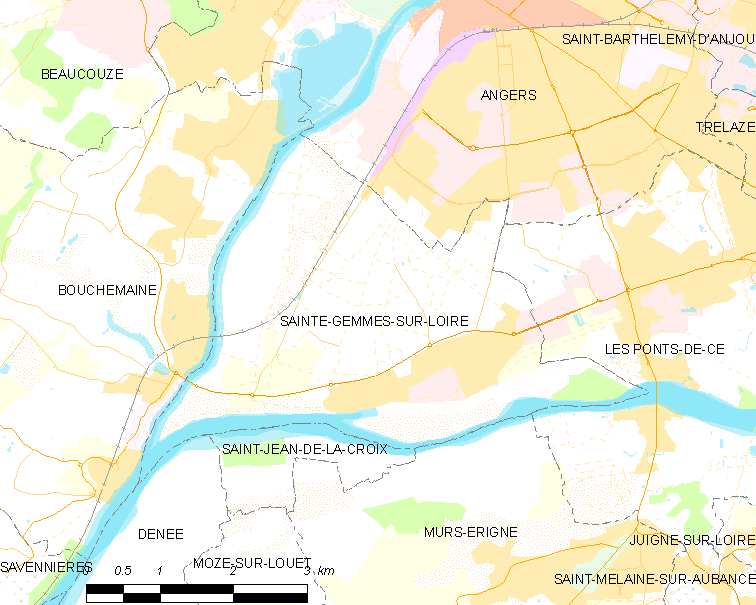
卢瓦尔河畔圣热姆的OSM定位图

卢瓦尔河畔圣热姆的时区为UTC+01:00、UTC+02:00（夏令时）。

## 行政
卢瓦尔河畔圣热姆的邮政编码为49130，INSEE市镇编码为49278。

## 政治
卢瓦尔河畔圣热姆所属的省级选区为昂热第二县。

## 人口

1962-2008年间卢瓦尔河畔圣热姆人口变化图示

卢瓦尔河畔圣热姆于2022年1月1日时的人口数量为3617人。